# Orțăști, Neamț
Orțăști este un sat în comuna Drăgănești din județul Neamț, Moldova, România. Se află la aprox. 60 km de Piatra Neamț și la aprox. 20 km de Tg. Neamț. Coordonatele geografice sunt: 47° 19' Nord, 26° 23' Est. Este un sat de dimensiuni relativ mici, cu o populație între 100 și 150 de locuitori. Aici putem găsi o biserică, o școală cu clase de la I la IV, 3 magazine universale.

## Istoric
Satului Orțăști este atestat documentar pentru prima dată la 29 ianuarie 1522 într-un document redactat în vremea lui Ștefăniță Vodă, document din care reiese și faptul că așezarea exista încă din vremea lui Alexandru cel Bun — „și au vândut din uricul lor drept pe care l-au avut de la Alexandru voevod”, deci acest sat pare să fie mai vechi , cel puțin de prin secolul al XV-lea , dacă nu chiar din secolele XIII-XIV , fapt constatat și în urma cercetărilor intreprinse de istoricii Mircea D.Matei și Emil I.Emandi și a săpăturilor arheologice , din anii 1981 -1982 , efectuate de către  arheologii  Lia Bătîna , Adrian Bătrîna , Ion Vatamanu  și Ștefan Scorțanu . Cercetările  au   scos la iveală o temelie a  unei biserici ce avea în interior  o necropolă și o curte feudală între satele Orțești (com. Drăgănești,Neamț) și Giulești (com.Boroaia ,Suceava ) , ce au fost datate ca fiind de la sfârșitul veacului al XIII – lea și începutul celui de-al XIV –lea.  Trebuie subliniat faptul că biserica  ca și curtea au fost incendiate  în  timpul campaniei lui Matei Corvin în Moldava (1467) , apoi au fost refăcute și din nou incendiate în timpul invaziei tătare din anul 1510 , când a fost jefuită și Mânăstirea Bogdănești ( Râșca ). Se pare că în replică satenii din Orțești au ucis un episcop catolic (săsesc) la vadul Târziilor , eveniment de care este legată prima atestării documentară a satului Târzia  sau mai degrabă a moșiei Târzia . Dacă la început satul Orțești a fost sat răzeșesc , aflăm mai târziu că a fost vândut Mitropoliei , care la rândul său l-a închinat Mânăstirii Neamț (2 martie 1548). Documentele vremii nu mai pomenesc nimic despre sat până pe data de 13 ianuarie 1597, când domnul Ieremia Movilă a dat dezlegare M-rii Neamț și vatamanilor din Orțești  pentru a repopula satul  cu „oricâți oameni vor chema din țară , leah , rus , sârb , grec sau ungur , ei să aibă slobozenie pe trei ani de la domnia mea  , nici să ne plătească , nici să ne muncească nouă nici o muncă nici o dabilă , numai să aibă a da birul împărătesc o singură dată  pe an …De aceea , nimeni din slugile mele,…sau alții din ei să nu îndrăznească a intra în satul lor“ . De aici reiese că domnia avea cunoștință de abuzurile făcute de funcționarii săi și încerca să le prevină. Astfel , pe moșia satului Orțești au luat naștere , se pare , satele Nemțeni ( viitorul sat Boroaia Neamț) și Cornilești (astăzi parte componentă a satului Târzia). Faptul că Nemțeniul a luat ființă pe fosta moșie Orțești este întărită de unele documente care subliniază că satul se învecina la nord-est cu moșia Ciumulești – Bărăști . Ori astăzi între Orțești și Bărăști este amplasat Nemțeniul. Într-un document emis de cancelaria domnului Constantin Mavrocordat din anul 1734  , apare menționată o pricină de hotar între Orțești și Pănureștii lui Ion Berea , la Săliște .  sătenii din Orțești au avut numeroase neînțelegeri cu satele vecine pentru încălcarea hotarelor , dar și cu M-rea Neamț din cauza pedepselor date sătenilor de către călugări și pentru faptul că mânăstirea  refuza să le dea loc pentru hrană .